# Bunuri mobile din domeniul artă plastică clasate în patrimoniul cultural național al României aflate în Italia
Acestă listă conține bunurile mobile din domeniul artă plastică clasate în Patrimoniul cultural național al României aflate la momentul clasării în Italia.

## Tezaur
| Foto | Informații generale                                                             | Detalii tehnice | Descriere | Deținător                    | Legături |
| ---- | ------------------------------------------------------------------------------- | --- | --- | ---------------------------- | -------- |
|      | Hodighitria (Maica Domnului încoronată) Autor: Popa, Tudor, zugrav din Costești | Datare: 15.07.1800 Școală: Școală românească Material: tempera pe lemn de tei și grund alb; praf de cretă; clei animal și foiță de aur | Icoana se identifică prin două inscripții în chirilică. în partea stângă a piciorului drept al jețului: „ACEA[S]TE S[FINTE] ICOA / NE SAO FĂCUT CU / TOA[TĂ] CHELTUIALA / DUMNEALUI BOEARIULUI / GHEORGHIȚĂ / MĂLDĂRE[S]CU"; "POPA TUDOR ZUG[RAVUL] OT COSTEȘTI. IUL[IE] 15 1800”. Maica Domnului este așezată pe jilț și susține pe brațul stâng pe lisus copil, care poartă nimbul crucifer cu monograma OooH („CEL CE ESTE”) și se identifică prin mențiunea doar a numelui scris în grecește: „MI[TI]R TEU”. Aria picturală este incadată lăsând un chenar executat în foiță de aur și bordură vermillion. Compoziția este de tradiție bizantină. Maica Domnului așezată pe un tron impunător ocupă 2/3 din suprafața compoziției. În partea superioară este flancată de arhanghelii Mihail și Gavril îngenunchiați pe nori. Umbrele de pe figuri sunt executate în degradeuri de brun. Tronul este tratat în partea inferioară asemănător unei lavițe și decorat cu numeroase registre ornamentate cu elemente fitomorfe. Nimburile prezintă o bordură cu motiv perlat și sunt decorate cu stele în relief, în timp ce nimbul lui lisus este cel crucifer. Există pierderi ale stratului de culoare pe mici suprafețe dispuse pe întreaga arie culturală. De asemenea se observă multiple orificii de zbor netratate, doar pensulate cu ceară; există o revernisare a vechiului vernis care a strapat lacunar stratul pictural. Autorul lucrării este identificat în mai multe biserici din județul Vâlcea, având o îndelungată activitate, pictând atât biserici cât și icoane. Prima menționare a autorului se cunoaște, ca datată, încă din anul 1751. În anul 1754 semnează „POPA TEODOR ZUGRAV”, iar către sfârșitul secolului începe să se menționeze și locul de origine. | Colecții particulare, Italia | Cimec    |